# Selca, Železniki
Selca este o localitate din comuna Železniki, Slovenia, cu o populație de 678 de locuitori.